# Shahrekord
Shahrekord (en persan : شهركرد / Šahrekord), souvent écrit Shahr-e-Kord, est une ville de l'ouest de l'Iran, chef-lieu de la préfecture de Shahrekord et capitale de la province de Tchaharmahal-et-Bakhtiari. Elle est située à 107 km au sud-ouest d’Ispahan et à 521 km au sud-ouest de la capitale, Téhéran.

## Historique
Auparavant, la ville s'appelait Dehkord, ce qui signifie « village des Kurdes »[réf. nécessaire]. Son nom a été changé en 1935 en Shahre kord, c’est-à-dire "la ville des Kurdes", de façon à refléter la croissance urbaine et l'augmentation de la population.
Le nom d'origine de Deh Kord était Dezh Gord (دژگرد), le mot Dezh (دژ) signifiant refuge tandis que le mot Gord (گرد) viendrait d'athlète. Le nom s'est modifié en Dehkord (دهکرد) après la conquête musulmane, les Arabes n'étant pas capables de prononcer « zh » (ژ) et « g » (گ) du persan.
La ville produit traditionnellement des briques, des mosaïques et des tissus, entre autres.

## Climat
| Mois                                | jan. | fév. | mars | avril | mai  | juin | jui. | août | sep. | oct. | nov. | déc. | année |
| ----------------------------------- | ---- | ---- | ---- | ----- | ---- | ---- | ---- | ---- | ---- | ---- | ---- | ---- | ----- |
| Température minimale moyenne (°C)   | −8   | −5,2 | −0,3 | 4,1   | 7,6  | 10,6 | 14,5 | 13   | 8    | 3,6  | −0,1 | −4,4 | 3,6   |
| Température maximale moyenne (°C)   | 4,6  | 7,4  | 13   | 18,5  | 24,9 | 31,6 | 34,3 | 33,6 | 30   | 23,1 | 15,3 | 8,5  | 20,4  |
| Précipitations (mm)                 | 60,9 | 50,3 | 56,9 | 42,8  | 14,6 | 0,7  | 1,8  | 0,5  | 0    | 8,7  | 32,8 | 59,9 |       |
| Nombre de jours avec précipitations | 8,5  | 7,4  | 8,5  | 7,3   | 4,5  | 0,3  | 0,6  | 0,5  | 0    | 2,6  | 5,3  | 7,2  |       |